# Electra (Electridae)
Pour les articles homonymes, voir Electra et Elektra.
Genre
Electria est un genre d'ectoproctes de l'ordre des Cheilostomatida, de la famille des Electridae. Il est constitué de bryozoaires marins.

## Liste des espèces
Selon World Register of Marine Species (23 octobre 2021) :
- Electra arcuata (Canu, 1908) †
- Electra asiatica Grischenko, Dick & Mawatari, 2007
- Electra axialata Liu, 1999
- Electra brevifrons Canu, 1919 †
- Electra concatenata (Reuss, 1864) †
- Electra distefanoi Cipolla, 1921 †
- Electra elongata Gautier, 1962
- Electra everretti Taylor & McKinney, 2006 †
- Electra flagellum (MacGillivray, 1882)
- Electra gracilis Liu, 1999
- Electra hastingsae Marcus, 1938
- Electra inarmata Liu & Ristedt, 2000?
- Electra indica Menon & Nair, 1975
- Electra inermis Liu & Ristedt, 2000?
- Electra irregularis Buge, 1957 †
- Electra longispina (Calvet, 1904)
- Electra monilophora Liu, 1999
- Electra monostachys (Busk, 1854)
- Electra multispinata (Hincks, 1882)
- Electra oligocenica Buge, 1957 †
- Electra oligopora Gordon, 2009
- Electra omanensis Nikulina, Ostrovsky & Claereboudt, 2012
- Electra parvimater Canu & Bassler, 1920 †
- Electra pilosa (Linnaeus, 1767)
- Electra posidoniae Gautier, 1954
- Electra pseudopilosa Liu & Wass, 2000?
- Electra repiachowi Ostroumoff, 1886
- Electra robusta Canu & Bassler, 1928
- Electra rozieri (Duvergier, 1924) †
- Electra scuticifera Nikulina, 2008
- Electra sinuosa Canu, 1904 †
- Electra triaurata Nikulina & Taylor, 2009 †
- Electra verticillata (Ellis & Solander, 1786)
- Electra zhoushanica Wang, 1988